# 페리 벤슨

페리 벤슨 (Perry Benson, 1961년 4월 9일~)은 영국의 배우이다. 1978년 BBC 어린이 드라마 그랜지 힐의 두 번째 에피소드에서 '계단 위의 소년'으로 출연한 것을 시작으로 여러 드라마와 영화에 출연하였다. 시트콤 유 랭, 마로드? (1988년~1993년), 오, 닥터 비칭! (1995년~1997년), 오퍼레이션 굿 가이즈 (1997년~2000년)에 출연한 것이 대표작이다.

## 경력
영국 영화 콰드로페니아 (1979년), 스컴 (1979년), 사랑과 영광과 복종 (2000년), 에일리언 오톱시 (2006년), 디스 이즈 잉글랜드 (2006년), 소머스 타운 (2008년), 아빠와 엄마 (2008년)에 출연했다. 앨런 클라크의 1984년 TV 영화 롤러스테이트 디스코의 별 (Stars of the Roller State Disco)에서도 주연을 맡았다.
1986년 전기 영화 시드와 낸시에서 섹스 피스톨즈의 드러머 폴 쿡 역으로 출연했다.

## 텔레비전 출연
| 년도          | 제목                                    | 배역                   |
| ------------- | --------------------------------------- | ---------------------- |
| 1978년        | 그랜지 힐                               | 계단 위의 소년         |
| 1980년        | 외출                                    | 새미 리                |
| 1983년        | 블랙애더                                | 비둘기 상인            |
| 1984년        | 드림 스터핑                             | 키스                   |
| 1984년        | 더 영 원스                              | 스파즈                 |
| 1987년        | 필티, 리치, 캣플랩                      | 프레디 고저스          |
| 1987년        | 하이 디 하이 ("Tell It to the Marines") | 트레버                 |
| 1988년~1993년 | 유 랭, 마로드?                          | 헨리 리빙스턴          |
| 1989년        | 빌                                      | 해리 톰슨              |
| 1991년~1992년 | 리얼 맥코이                             | 다역                   |
| 1995년~1997년 | 오, 닥터 비칭!                          | 랄프                   |
| 1997년~2000년 | 오퍼레이션 굿 가이즈                    | 본스                   |
| 1999년        | 15층                                    | 말과함께 사는 남자     |
| 2000년        | 15층                                    | 탁구에 집착하는 쌍둥이 |
| 2008년        | 나의 가족                               | 게리                   |
| 2009년        | 미스핏츠                                | 베벌리 모건            |
| 2010년        | 닥터 후 ("The Eleventh Hour")           | 아이스크림 장수        |
| 2010년        | 디스 이즈 잉글랜드 '86                  | 메기                   |
| 2010년        | 익스클루디드                            | 스티브 헤스턴          |
| 2013년        | 맨 다운                                 | 미스터 해링기          |
| 2014년~2015년 | 베니돔                                  | 클라이브 다이크        |
| 2015년        | 디스 이즈 잉글랜드 '90                  | 메기                   |
| 2016년        | 모가나 로빈슨의 더 에이전시             | 나탈리 캐시디의 아버지 |
| 2018년        | 식 오브 잇 (시즌1 1화)                  | 배달원                 |
| 2019년        | 돈 포겟 더 드라이버                     | 비디오블로그 승객      |

## 영화 출연
| 년도   | 제목                 | 역할            | 노트 |
| ------ | -------------------- | --------------- | ---- |
| 1978년 | 맥마이클 부인의 수업 | 티미            |      |
| 1979년 | 스컴                 | 폼비            |      |
| 1979년 | 쿼드로페니아         |                 |      |
| 1982년 | 모험의 섬            | 잭 트렌트       |      |
| 1986년 | 시드와 낸시          | 폴              |      |
| 1998년 | 파이널 컷            | 토니            |      |
| 2000년 | 사랑과 존경과 순종   | 페리 '팻 앨런'  |      |
| 2001년 | 라스트 리조트        | 출입국 관리관   |      |
| 2006년 | 에일리언 오톱시      | 무역규정 책임자 |      |
| 2006년 | 디스 이즈 잉글랜드   | 메기            |      |
| 2008년 | 소머스 타운          | 그레이엄 커틀러 |      |
| 2008년 | 엄마와 아빠          | 아빠            |      |
| 2011년 | 아웃사이드 베트      | 세프턴 월리스   |      |
| 2011년 | 아누바후드           | 브라이언        |      |
| 2012년 | 비닐                 | 로비            |      |
| 2014년 | 겟 산타              | 짐보            |      |
| 2018년 | 엑시던트 맨          | 피니키 프레드   |      |
| 2021년 | 미, 마이셀프 앤드 디 | 마틴            |      |
| 2022년 | 액시던트 맨 2        | 피니키 프레드   |      |